# Howard Flynn
Howard Flynn est une série de bande dessinée créée par le dessinateur William Vance en 1964, sur un scénario d'Yves Duval. Elle raconte les aventures navales d'un officier de la marine royale britannique à la fin du XVIIIe siècle.

## Création de la série
Le dessinateur William Vance a 28 ans en 1964. Après avoir travaillé dans la publicité, il a dessiné depuis presque deux ans un bon nombre de récits complets pour le Journal de Tintin. Howard Flynn est sa première série « à suivre »,.
Yves Duval, le scénariste, œuvre depuis 1950 pour Tintin. Il est déjà l'auteur des textes des récits complets illustrés par William Vance. Il bâtit pour Howard Flynn un « scénario efficace ».
Le dessinateur Vance étant passionné de l'histoire de la marine à voile, et les récits complets sur ce sujet ayant eu du succès dans Tintin, succès bâti sur une solide documentation et des images jugées splendides, le scénariste Yves Duval et lui lancent une série dédiée à ce thème. C'est la naissance de Howard Flynn, inspiré aussi par le « Capitaine courageux » incarné à l'écran par Errol Flynn.
Contrairement aux récits authentiques, Howard Flynn s'affirme dès le début de la série comme une bande dessinée d'aventure au sens plein du terme. 
La série est créée sous la forme d'une bande dessinée à suivre, publiée dans le Journal de Tintin, suivie de cinq autres épisodes en bandes dessinées de 1964 à 1968, puis d'un roman à suivre en 1970 et d'une nouvelle en 1973, parue dans Tintin Sélection,,.

## La trame
Howard Flynn, fils de Lord Flynn, sort en 1785 de la High Naval School. Officier de la Royal Navy, il connaît plusieurs aventures sur les mers et à terre, échappe aux trahisons, déjoue les complots et intrigues, et devient commandant de vaisseau.

## Les épisodes
- Le premier voyage du lieutenant Howard Flynn, 1964, bande dessinée de 30 planches. Publiée dans le Journal de Tintin du numéro 4 au numéro 18 de 1964 pour l'édition belge[5], et la même année du numéro 803 au numéro 817 de l'édition française du même journal[6]. – Paru en album individuel en 1966, aux éditions du Lombard[7] ; – dans Howard Flynn, édition intégrale, éditions Magic Strip, 1981, p. 3-32 ; – dans Tout Vance, tome 6 « Howard Flynn », Le Lombard, 2002.
- À l’abordage, 1964, bande dessinée de 30 planches. Publiée dans le Tintin belge du numéro 52 de 1964 au numéro 14 de 1965[5], et du numéro 851 au numéro 865 en 1965 dans l'édition française[6]. – Paru en album individuel en 1968, aux éditions du Lombard[7] ; – dans Howard Flynn, édition intégrale, éditions Magic Strip, 1981, p. 81-112 ; – dans Tout Vance, tome 6 « Howard Flynn », Le Lombard, 2002.
- Tête de fer, 1966, 6 planches. Récit complet publié dans le Tintin belge numéro 48 de 1966[5], et en 1967 dans le numéro 951 dans son édition française[6]. – Paru en album dans Howard Flynn, édition intégrale, éditions Magic Strip, 1981, p. 33-40 ; – dans Tout Vance, tome 6 « Howard Flynn », Le Lombard, 2002.
- Le neveu de l'amiral, 1967, 7 planches. Récit complet publié dans le Tintin belge numéro 21 de 1967[5], et la même année dans le numéro 970 de l'édition française[6]. – Paru en album dans Howard Flynn, édition intégrale, éditions Magic Strip, 1981, p. 65-71 ; – dans Tout Vance, tome 6 « Howard Flynn », Le Lombard, 2002.
- Mission diplomatique, 1967, 7 planches. Récit complet publié dans le Tintin belge numéro dans le numéro 37 de 1967 pour l'édition belge[5], et la même année dans le numéro 986 de l'édition française[6]. – Paru en album dans Howard Flynn, édition intégrale, éditions Magic Strip, 1981, p. 73-79 ; – dans Tout Vance, tome 6 « Howard Flynn », Le Lombard, 2002.
- La griffe du tigre, 1968, 22 planches. Publié dans le Tintin belge du numéro 48 de 1968 au numéro 5 de 1969[5], et du numéro 1048 au numéro 1058 en 1969 dans l'édition française[6]. – Paru en album individuel en 1969, aux éditions du Lombard[7] ; – dans Howard Flynn, édition intégrale, éditions Magic Strip, 1981, p. 41-64 ; – dans Tout Vance, tome 6 « Howard Flynn », Le Lombard, 2002.
- L’or du Constellation, 1970, roman à suivre. Publié dans le Tintin belge du numéro 21 au numéro 26 de 1970[5], et du numéro 1126 au numéro 1131 en 1970 dans l'édition française[6].
- Cap sur Nazare, 1973, nouvelle. Publiée dans le Tintin Sélection numéro 20, en 1973[6].

## Postérité
William Vance conserve le même thème maritime pour la série qu'il crée ensuite, Bruce J. Hawker.